# Subeixicultuur
De Subeixicultuur (Chinees: 苏贝希文化, ook wel Subeishi- of Subeshicultuur genoemd) was een archeologische cultuur uit de ijzertijd (1100 - 100 v.Chr.) in het arrondissement Shanshan, Turpan, Xinjiang, aan de oostelijke rand van het Tarimbekken. De Subeixicultuur is de oorsprong van enkele van de Tarim-mummies uit de late periode. Ze kan in verband worden gebracht met de Gushi (車師, Chü-shih) bekend uit Chinese historische bronnen. De cultuur is bekend van drie nauw verwante begraafplaatsen:
- de Subeixi-begraafplaats
- de Shengjindian-begraafplaats
- de Yanghai-begraafplaats

Na 200 v.Chr. is de Subeixicultuur mogelijk geëvolueerd naar de ommuurde stadscultuur van het Gushi-koninkrijk. 

## Kenmerken
De oorsprong van de Subeixicultuur werd al in de late neolithische periode en de vroege bronstijd beïnvloed door de culturen van West- en Centraal-Azië, toen bronstechnologie, aardewerk en versieringsstijlen vanuit het westen werden geïntroduceerd, waarna ze zich verder naar het oosten verspreidden tot de vroege bronsculturen van China, zoals de Sibacultuur (ongeveer 2000–1600 v.Chr.), Qijiacultuur (2500–1500 v.Chr.) en Chawuhucultuur (rond 800–100 v.Chr.). 
De Subeixicultuur staat bekend om zijn begraafplaatsen die lijken op die van de Saken en de Scythische Pazyrykcultuur van het Altajgebergte. Met name de wapens, paardenuitrusting en kleding zijn vergelijkbaar met die van de Pazyrykcultuur. 
De "Heksen van Subeixi" (4e of 3e eeuw v.Chr.) droegen 0,61 m hoge zwarte vilten conische hoeden met een platte rand. Hoewel moderne westerlingen dit type hoed vaak beschouwen als het hoofddeksel van een heks, zijn er aanwijzingen dat deze puntige hoeden bij sommige Centraal-Aziatische stammen op grote schaal werden gedragen door zowel vrouwen als mannen. De Perzische koning Darius boekte bijvoorbeeld een overwinning op de "Saken met de puntige hoeden" (Massageten). Het Subeixi-hoofddeksel was waarschijnlijk een etnisch kenteken of een symbool van iemands positie in de samenleving. Ook werd een man gevonden met sporen van een chirurgische ingreep aan zijn buik: de incisie werd dichtgenaaid met hechtingen van paardenhaar. 
De Subeixicultuur is een kandidaat voor de voorouders van de historische Tocharoi. De materiële cultuur lijkt sterk op die van Sakische locaties zoals Arzjan of Tasmola, maar het is bekend dat deze zich ook heeft verspreid over de noordelijke Chinese steppen van Xinjiang tot het Koreaanse schiereiland, vooral in de vorm van bronzen wapens, paardentuig en ornamenten. De Subeixi-site van Yanghai leverde misschien wel het oudst bekende paardenzadel ter wereld op, dat al veel kenmerken vertoonde van de huidige moderne zadels, en waarvoor een radiokoolstofdatum van 727-396 v.Chr. (95,4% waarschijnlijkheidsbereik) is verkregen: dit is gelijktijdig of mogelijk ouder dan het vorige "oudste zadel" van de Scythische Pazyrykcultuur-site van Tuekta grafheuvel nr. 1 (430-420 v.Chr.). Een geknoopt tapijt met kleurrijke golfachtige motieven dateert uit 700 v.Chr. en is nu het oudst bekende geknoopte tapijt ter wereld, vóór de Pazyryk-tapijten uit de 4e eeuw v.Chr.
In Subeixi werden ook bogen in Scythische stijl ontdekt. De technische verfijning van deze bogen duidt op een intense technologische overdracht tussen de Sakische gebieden en de Subeishicultuurgebieden. Geen enkel ander Tarimbekken-gebied profiteerde van deze technologische overdracht, die werd aangevuld met enige aanpassing door de Subeishibevolking: de bogen waren iets groter en gebruikten lak als originele toevoeging, wat ook duidt op technologisch contact met China. 

### Afkomst en taal
De taal van de Subeixi-mensen is op dit moment onbekend. Kijkend naar de taalgeschiedenis van de regio, hebben de Subeixi mogelijk Hotanees of Tochaars gesproken, of een onbekende taal afgeleid van een lokale neolithische groep. Veel van de culturele kenmerken van het Subeixi-volk, zoals de hoge punthoeden, kunnen wijzen op een Sakische oorsprong, maar ze kunnen ook afgeleid zijn van de eerdere Afanasjevocultuur. 

Artefacten
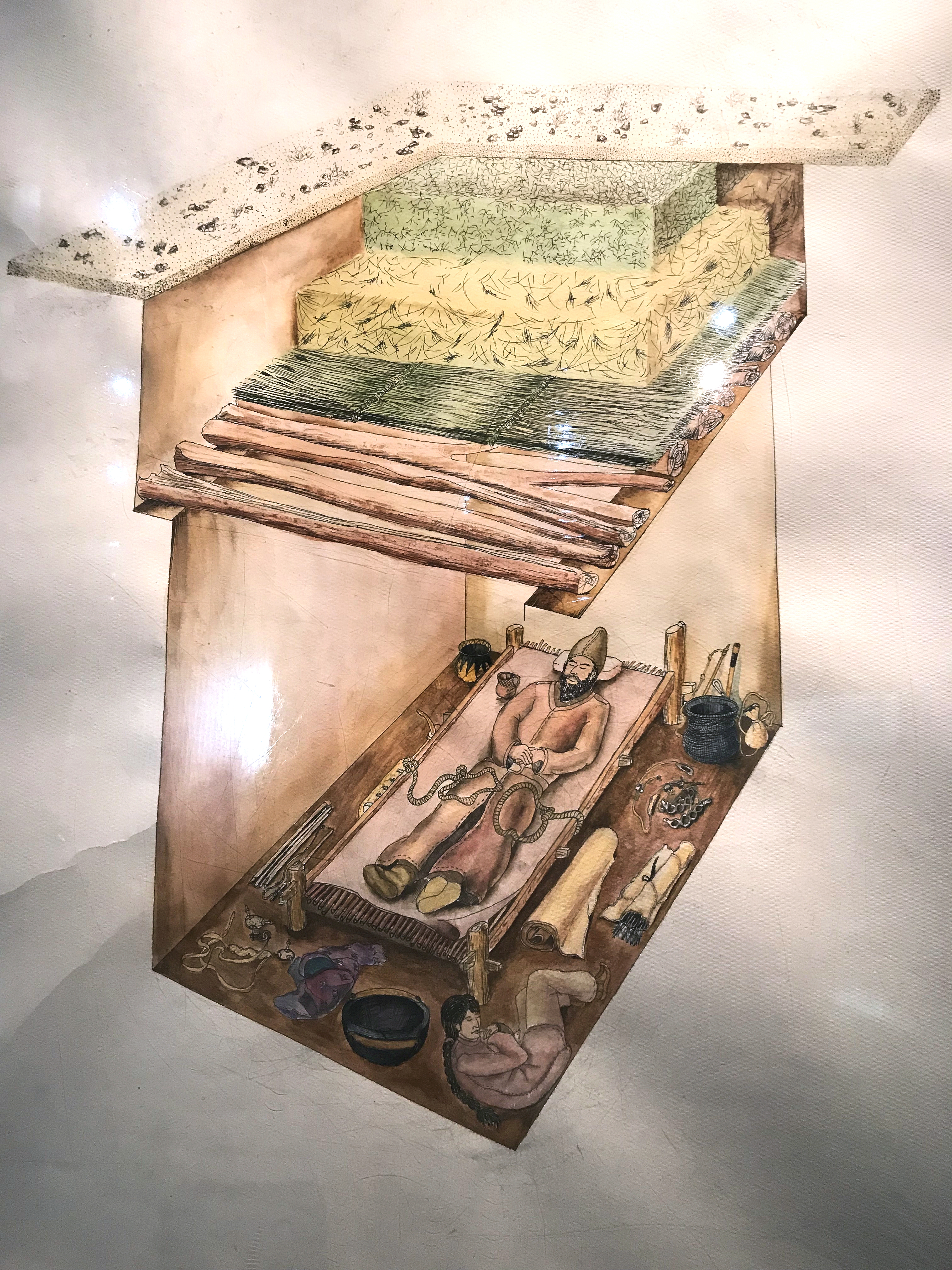
graf op de begraafplaats van Yanghai
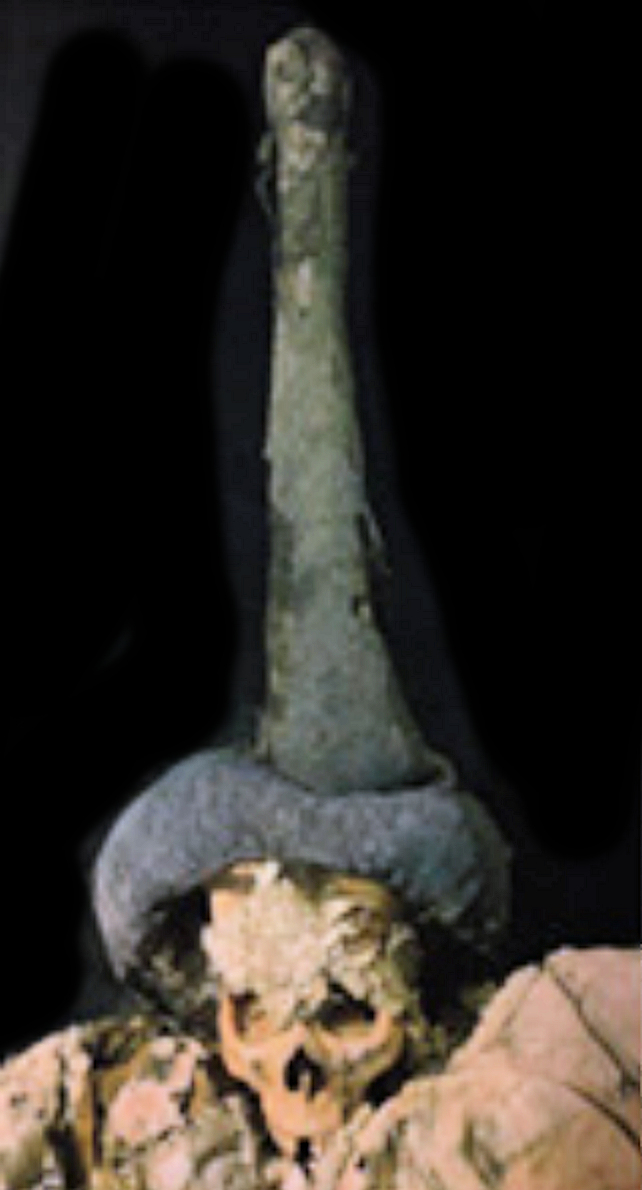
hoge conische hoed; begraafplaats van Subeixi
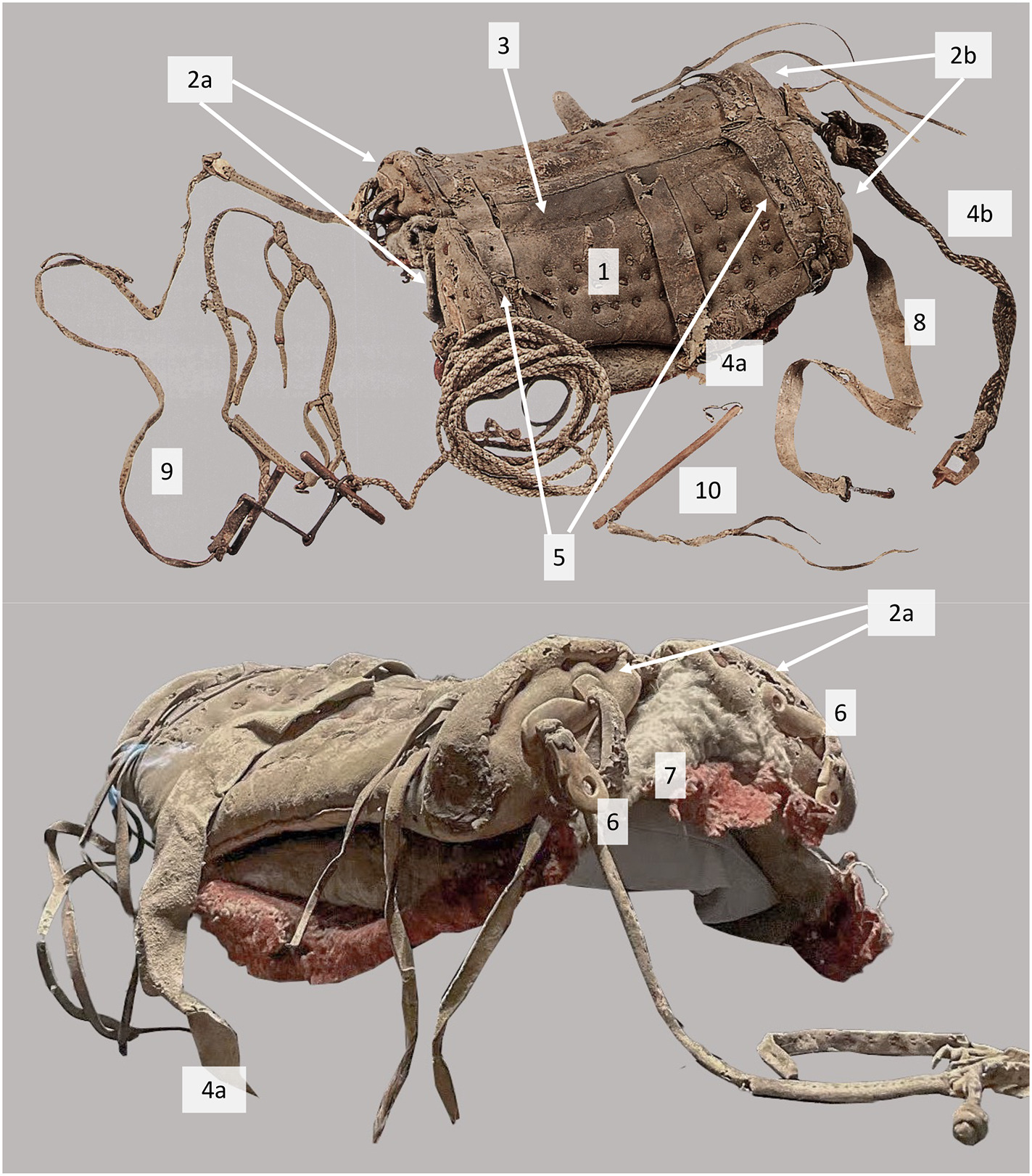
Subeixi paardenzadel
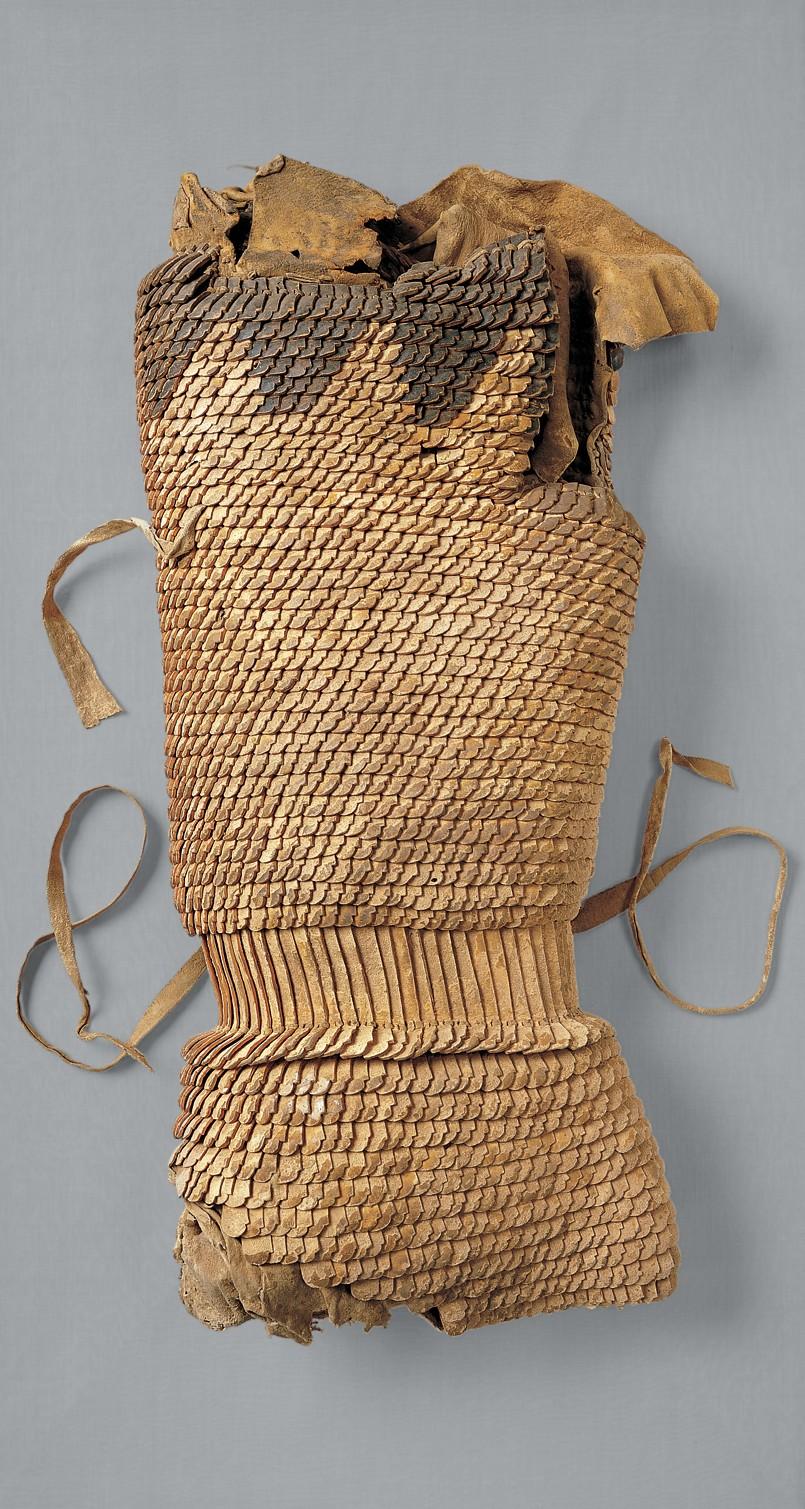
Subeixi of Sakisch harnas; 8e–3e eeuw v.Chr.
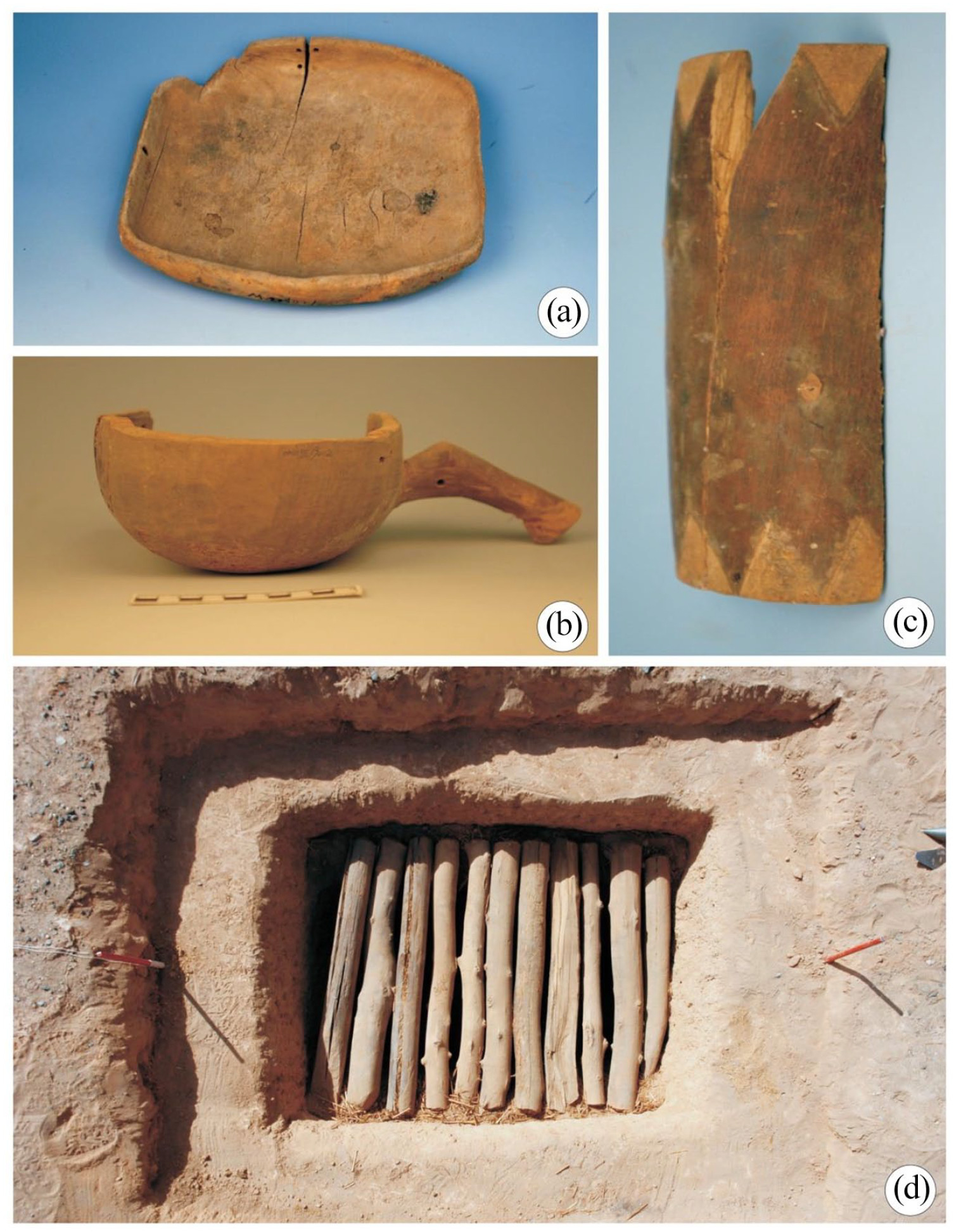
houten artefacten uit de Yanghai-begraafplaats
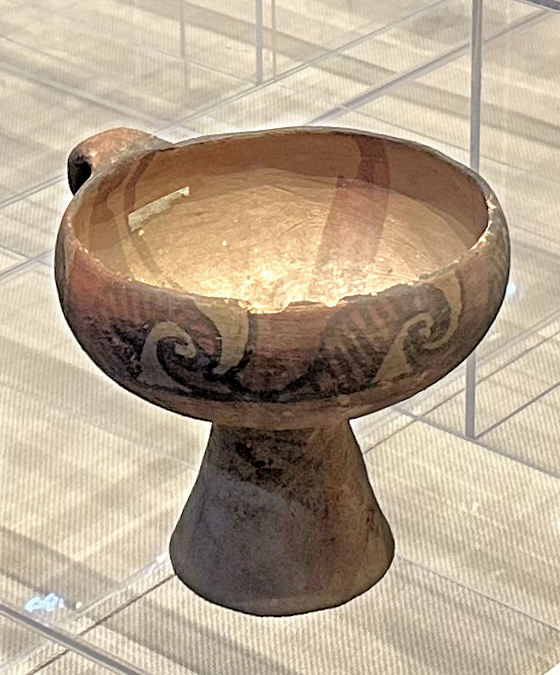
aardewerk van de Subeixicultuur
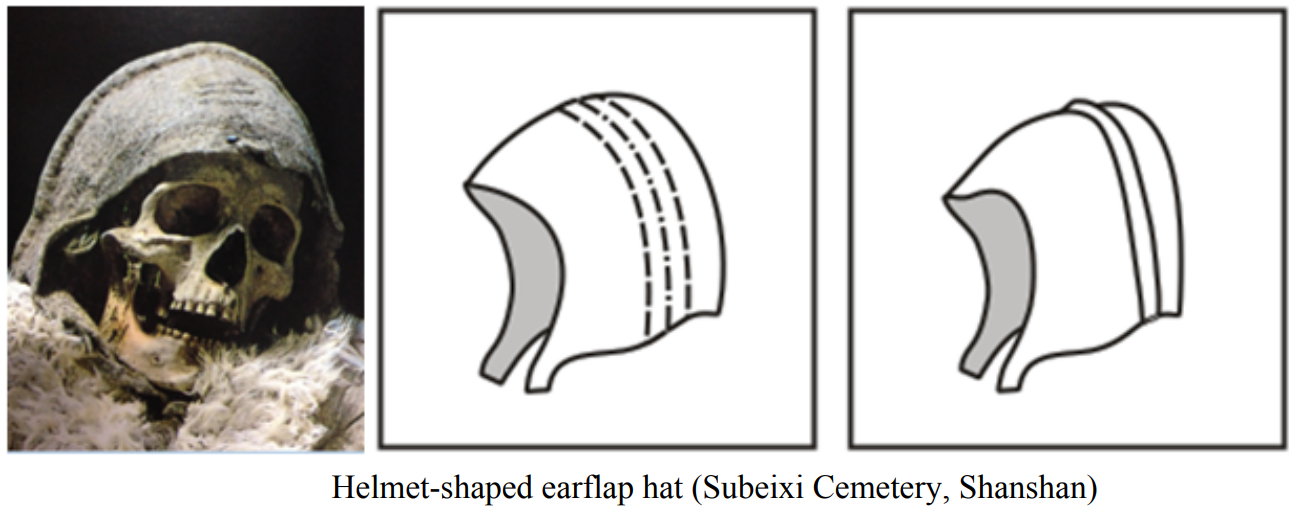
Helmvormig hoofddeksel met oorflappen, Subeixi-begraafplaats
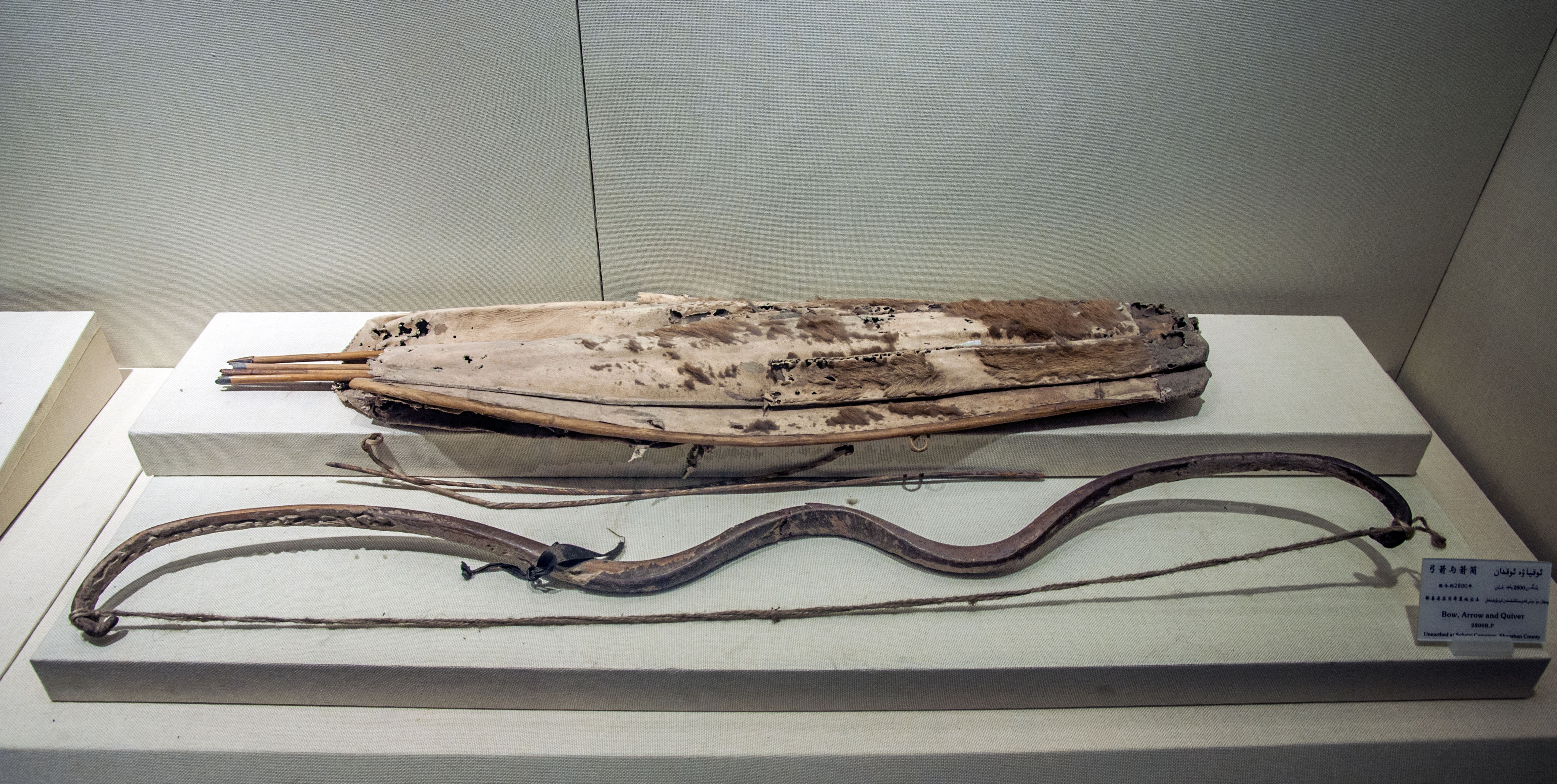
boog van de Subeixicultuur; 800 v.Chr.
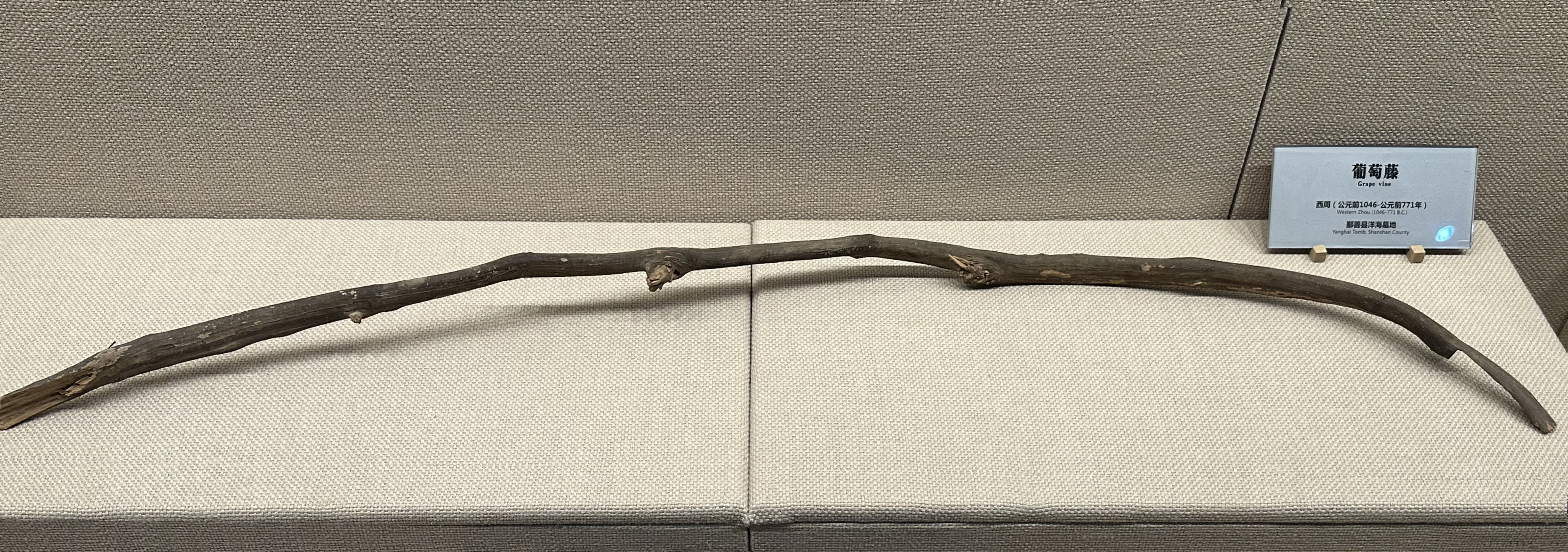
wijnstok uit Yanghai
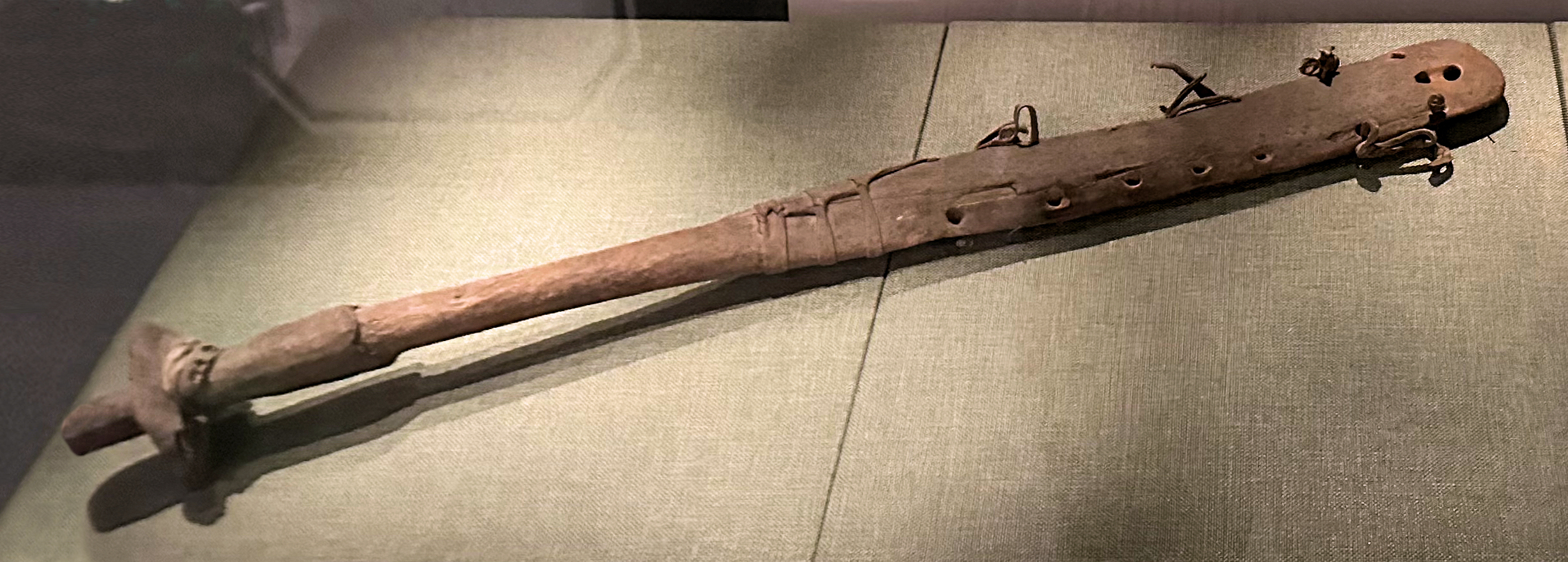
houten kunstbeen uit de Shengjindian-begraafplaats; c. 300 v.Chr., de oudste bekende beenprothese
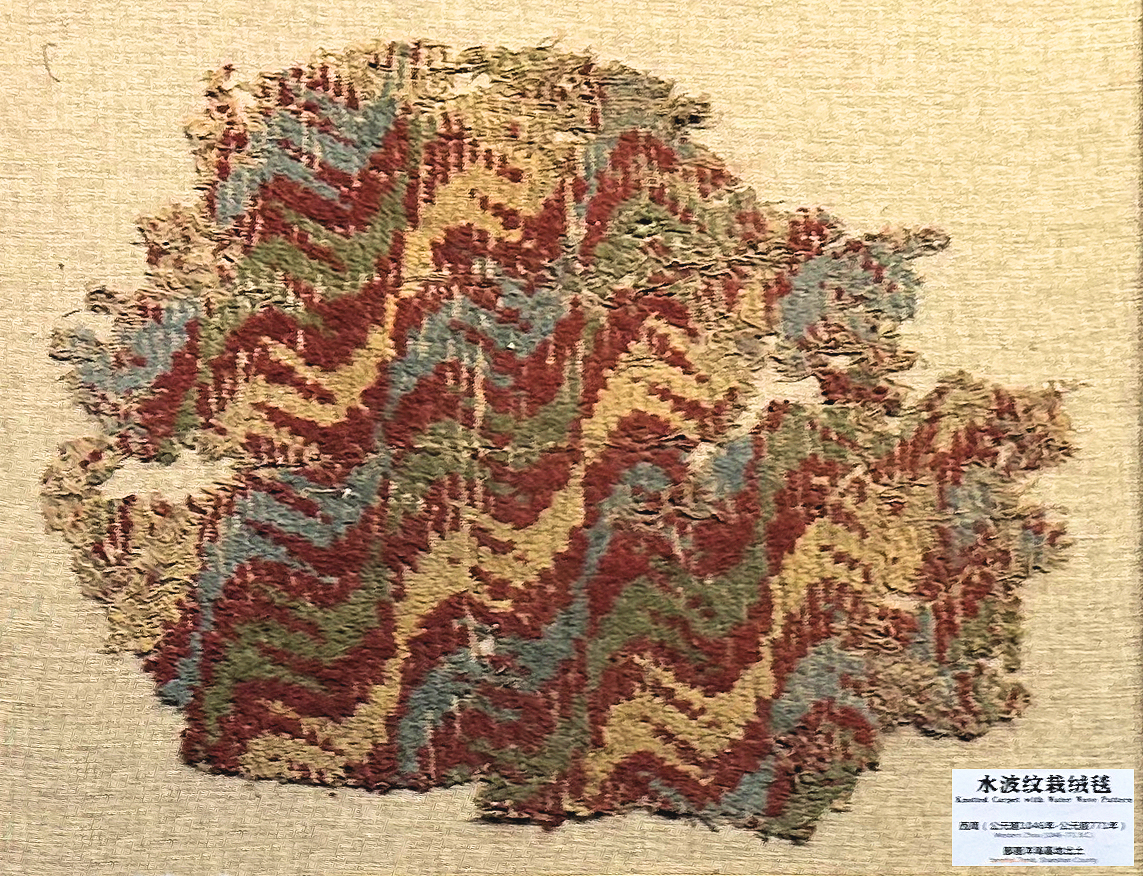
tapijt van Yanghai-1, 7e eeuw v.Chr.
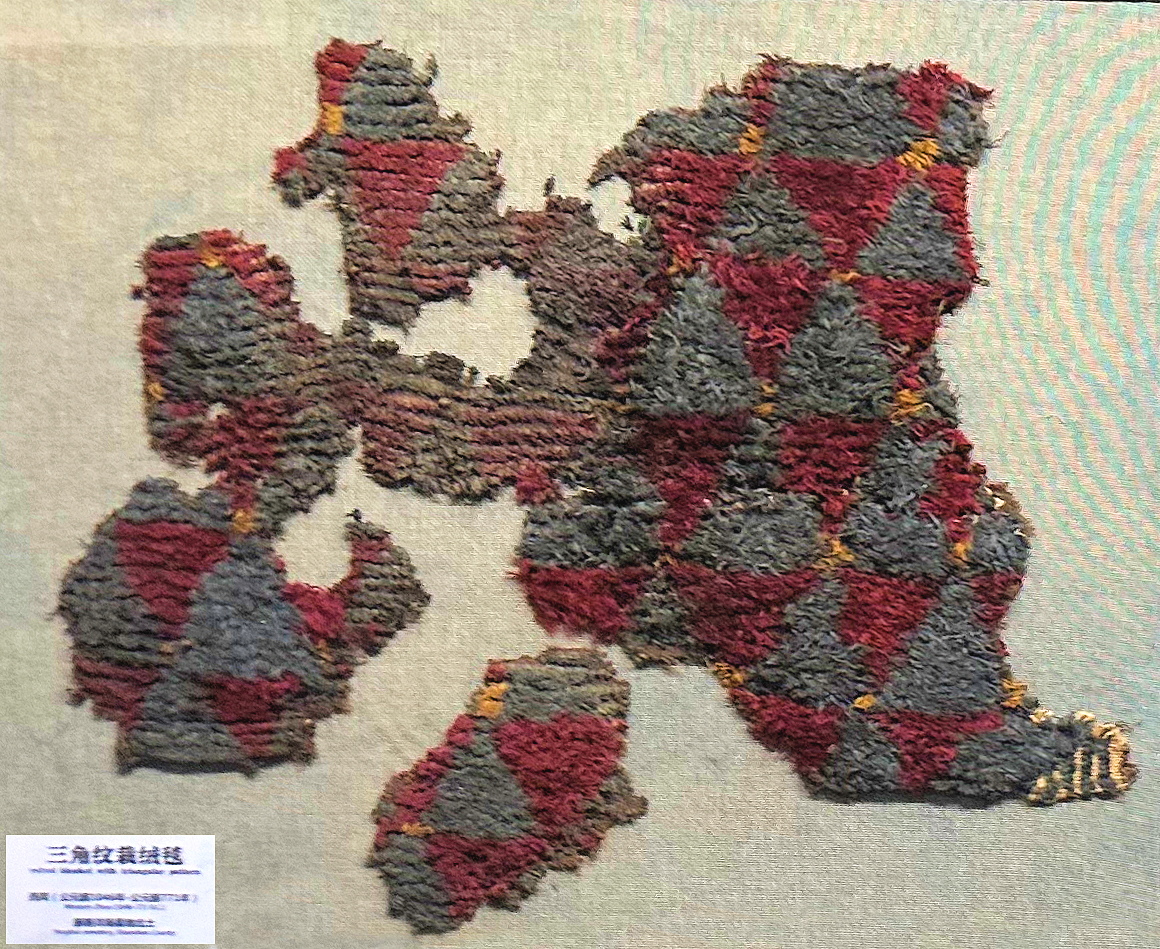
tapijt van Yanghai-1, 7e eeuw v.Chr.